# Élections cantonales de 2011 dans la Mayenne
Les élections cantonales ont lieu les 20 et 27 mars 2011.

## Contexte départemental

### Assemblée départementale sortante
Avant les élections, le conseil général de la Mayenne est présidé par Jean Arthuis (Alliance Centriste). Il comprend 32 conseillers généraux issus des 32 cantons de la Mayenne. 17 d'entre eux sont renouvelables lors de ces élections. 
| Parti                             | Sigle | Élus |
| --------------------------------- | ----- | ---- |
| Majorité (24 sièges)              |       |      |
| Divers droite                     | DVD   | 14   |
| Union pour un mouvement populaire | UMP   | 5    |
| Alliance Centriste                | AC    | 4    |
| Debout la République              | DLR   | 1    |
| Opposition (8 sièges)             |       |      |
| Parti socialiste                  | PS    | 4    |
| Divers gauche                     | DVG   | 3    |
| Europe Écologie Les Verts         | EELV  | 1    |
| Président du conseil général      |       |      |
| Jean Arthuis (AC)                 |       |      |

## Résultats à l'échelle du département
| Binômes        | Binômes                                     | Premier tour | Premier tour | Second tour | Second tour | Sièges |
| Binômes        | Binômes                                     | Voix         | %            | Voix        | %           | Sièges |
| -------------- | ------------------------------------------- | ------------ | ------------ | ----------- | ----------- | ------ |
|                | Parti socialiste                            | 9 962        | 17,06        | 9 367       | 24,60       | 3      |
|                | Divers gauche                               | 4 203        | 7,20         | 2 133       | 5,60        | 0      |
|                | Europe Écologie Les Verts                   | 4 440        | 7,60         | 3 305       | 8,68        | 1      |
|                | Parti radical de gauche                     | 3 904        | 6,68         | 2 390       | 6,28        | 0      |
|                | Front de gauche - Parti communiste français | 2 042        | 3,50         |             |             |        |
|                | Parti de gauche                             | 1 070        | 1,83         |             |             |        |
|                | Parti ouvrier indépendant                   | 181          | 0,31         |             |             |        |
| Gauche         | Gauche                                      | 25 802       | 44,18        | 17 195      | 45,16       | 4      |
|                |                                             |              |              |             |             |        |
|                | Divers droite                               | 16 388       | 28,06        | 15 880      | 41,70       | 9      |
|                | Nouveau Centre                              | 9 153        | 15,67        | 2 213       | 5,81        | 4      |
|                | Union pour un mouvement populaire           | 3 846        | 6,59         | 2 789       | 7,32        | 0      |
|                | Front national                              | 2 774        | 4,75         |             |             |        |
|                | MoDem                                       | 399          | 0,68         |             |             |        |
|                | Alliance royale                             | 41           | 0,07         |             |             |        |
| Droite         | Droite                                      | 32 601       | 55,82        | 20 882      | 54,84       | 13     |
|                |                                             |              |              |             |             |        |
| Inscrits       | Inscrits                                    | 136 328      | 100,00       | 87 320      | 100,00      |        |
| Abstentions    | Abstentions                                 | 74 459       | 54,62        | 47 177      | 54,03       |        |
| Votants        | Votants                                     | 61 869       | 45,38        | 40 143      | 45,97       |        |
| Blancs et nuls | Blancs et nuls                              | 3 466        | 5,60         | 2 066       | 5,15        |        |
| Exprimés       | Exprimés                                    | 58 403       | 94,40        | 38 077      | 94,85       |        |

### Résultats en nombre de sièges
| Parti | Sièges mis en jeu | Élus | Évolution |
| ----- | ----------------- | ---- | --------- |
| EÉLV  | 1                 | 1    | 0         |
| DVG   | 3                 | 1    | 0         |
| PS    | 4                 | 2    | -2        |
| DVD   | 14                | 9    | +1        |
| DLR   | 1                 | 0    | 0         |
| AC    | 4                 | 4    | +1        |
| UMP   | 5                 | 0    | 0         |

### Assemblée départementale à l'issue des élections
Malgré la tendance nationale, la droite gagne deux sièges à la gauche lors de cette élection.
| Parti                             | Sigle | Élus |
| --------------------------------- | ----- | ---- |
| Majorité (26 sièges)              |       |      |
| Divers droite                     | DVD   | 15   |
| Alliance centriste                | AC    | 5    |
| Union pour un mouvement populaire | UMP   | 5    |
| Debout la République              | DLR   | 1    |
| Opposition (6 sièges)             |       |      |
| Divers gauche                     | DVG   | 3    |
| Parti socialiste                  | PS    | 2    |
| Europe Écologie Les Verts         | EÉLV  | 1    |
| Président du conseil général      |       |      |
| Jean Arthuis (AC)                 |       |      |

## Résultats par canton

### Canton d'Ambrières-les-Vallées
| Candidats      | Candidats         | Étiquette      | Premier tour | Premier tour | Second tour | Second tour |
| Candidats      | Candidats         | Étiquette      | Voix         | %            | Voix        | %           |
| -------------- | ----------------- | -------------- | ------------ | ------------ | ----------- | ----------- |
|                | Guy Ménard        | DVD            | 910          | 45,14        | 1 235       | 54,67       |
|                | Laurent Tronchot  | DVG            | 728          | 36,11        | 1 024       | 45,33       |
|                | Marie-Louise Plai | DVG            | 291          | 14,43        |             |             |
|                | Alain Boulant     | PCF            | 87           | 4,32         |             |             |
|                |                   |                |              |              |             |             |
| Inscrits       | Inscrits          | Inscrits       | 3 989        | 100,00       | 3 989       | 100,00      |
| Abstentions    | Abstentions       | Abstentions    | 1 882        | 47,18        | 1 625       | 40,74       |
| Votants        | Votants           | Votants        | 2 107        | 52,82        | 2 364       | 59,26       |
| Blancs et nuls | Blancs et nuls    | Blancs et nuls | 91           | 4,32         | 105         | 4,44        |
| Exprimés       | Exprimés          | Exprimés       | 2 016        | 95,68        | 2 259       | 95,56       |

### Canton de Chailland
| Candidats      | Candidats         | Étiquette      | Premier tour | Premier tour | Second tour | Second tour |
| Candidats      | Candidats         | Étiquette      | Voix         | %            | Voix        | %           |
| -------------- | ----------------- | -------------- | ------------ | ------------ | ----------- | ----------- |
|                | Claude Tarlevé    | DVD            | 1 588        | 50,83        | 1 814       | 53,26       |
|                | Christian Quinton | EÉLV           | 1 411        | 45,17        | 1 592       | 46,74       |
|                | William Bonnet    | PCF            | 125          | 4,00         |             |             |
|                |                   |                |              |              |             |             |
| Inscrits       | Inscrits          | Inscrits       | 7 082        | 100,00       | 7 082       | 100,00      |
| Abstentions    | Abstentions       | Abstentions    | 3 747        | 52,91        | 3 523       | 49,75       |
| Votants        | Votants           | Votants        | 3 335        | 47,09        | 3 559       | 50,25       |
| Blancs et nuls | Blancs et nuls    | Blancs et nuls | 211          | 6,33         | 153         | 4,30        |
| Exprimés       | Exprimés          | Exprimés       | 3 124        | 93,67        | 3 406       | 95,70       |

### Canton de Château-Gontier-Est
| Candidats      | Candidats         | Étiquette      | Premier tour | Premier tour |
| Candidats      | Candidats         | Étiquette      | Voix         | %            |
| -------------- | ----------------- | -------------- | ------------ | ------------ |
|                | Philippe Henry*   | AC             | 2 244        | 70,41        |
|                | Delphine Subileau | DVG            | 758          | 23,78        |
|                | Manuel Doumeau    | PG             | 185          | 5,80         |
|                |                   |                |              |              |
| Inscrits       | Inscrits          | Inscrits       | 7 683        | 100,00       |
| Abstentions    | Abstentions       | Abstentions    | 4 360        | 56,75        |
| Votants        | Votants           | Votants        | 3 323        | 43,25        |
| Blancs et nuls | Blancs et nuls    | Blancs et nuls | 136          | 4,09         |
| Exprimés       | Exprimés          | Exprimés       | 3 187        | 95,91        |

*sortant

### Canton de Cossé-le-Vivien
| Candidats      | Candidats         | Étiquette      | Premier tour | Premier tour |
| Candidats      | Candidats         | Étiquette      | Voix         | %            |
| -------------- | ----------------- | -------------- | ------------ | ------------ |
|                | Claude Boiteux*   | DVD            | 1 822        | 70,95        |
|                | Rachid Tijane     | EÉLV           | 594          | 23,13        |
|                | Christophe Artuit | PCF            | 152          | 5,92         |
|                |                   |                |              |              |
| Inscrits       | Inscrits          | Inscrits       | 6 587        | 100,00       |
| Abstentions    | Abstentions       | Abstentions    | 3 829        | 58,13        |
| Votants        | Votants           | Votants        | 2 758        | 41,87        |
| Blancs et nuls | Blancs et nuls    | Blancs et nuls | 190          | 6,86         |
| Exprimés       | Exprimés          | Exprimés       | 2 568        | 93,11        |

*sortant

### Canton de Craon
| Candidats      | Candidats               | Étiquette      | Premier tour | Premier tour | Second tour | Second tour |
| Candidats      | Candidats               | Étiquette      | Voix         | %            | Voix        | %           |
| -------------- | ----------------------- | -------------- | ------------ | ------------ | ----------- | ----------- |
|                | Camille Besnier         | DVD            | 1 388        | 40,53        | 1 825       | 56,43       |
|                | Linda Bruneau           | PS             | 1 032        | 30,13        | 1 409       | 43,57       |
|                | Guillaume Chevrollier   | UMP            | 558          | 16,29        |             |             |
|                | Marie-Christine Lefranc | FN             | 325          | 9,49         |             |             |
|                | Romain Delaunay         | PCF            | 81           | 2,36         |             |             |
|                | Pascal Metzger          | AR             | 41           | 1,20         |             |             |
|                |                         |                |              |              |             |             |
| Inscrits       | Inscrits                | Inscrits       | 7 800        | 100,00       | 7 800       | 100,00      |
| Abstentions    | Abstentions             | Abstentions    | 4 271        | 54,76        | 4 369       | 56,01       |
| Votants        | Votants                 | Votants        | 3 529        | 45,24        | 3 431       | 43,99       |
| Blancs et nuls | Blancs et nuls          | Blancs et nuls | 104          | 2,95         | 197         | 5,74        |
| Exprimés       | Exprimés                | Exprimés       | 3 425        | 97,05        | 3 234       | 94,26       |

### Canton d'Ernée
| Candidats      | Candidats           | Étiquette      | Premier tour | Premier tour |
| Candidats      | Candidats           | Étiquette      | Voix         | %            |
| -------------- | ------------------- | -------------- | ------------ | ------------ |
|                | Gilbert Dutertre*   | AC             | 2 189        | 59,05        |
|                | Jérôme Chardron     | EÉLV           | 981          | 26,46        |
|                | Jean-Michel Cadenas | FN             | 450          | 12,14        |
|                | Danièle Lefort      | PCF            | 87           | 2,35         |
|                |                     |                |              |              |
| Inscrits       | Inscrits            | Inscrits       | 8 067        | 100,00       |
| Abstentions    | Abstentions         | Abstentions    | 4 160        | 51,57        |
| Votants        | Votants             | Votants        | 3 907        | 48,43        |
| Blancs et nuls | Blancs et nuls      | Blancs et nuls | 200          | 5,12         |
| Exprimés       | Exprimés            | Exprimés       | 3 707        | 94,88        |

*sortant

### Canton de Gorron
| Candidats      | Candidats           | Étiquette      | Premier tour | Premier tour | Second tour | Second tour |
| Candidats      | Candidats           | Étiquette      | Voix         | %            | Voix        | %           |
| -------------- | ------------------- | -------------- | ------------ | ------------ | ----------- | ----------- |
|                | Jean-Claude Giraud  | DVD            | 1 070        | 36,99        | 1 844       | 59,14       |
|                | Jean-Marc Allain*   | DVD            | 1 012        | 34,98        | 1 274       | 40,86       |
|                | Michèle Chalot      | DVG            | 492          | 17,01        |             |             |
|                | Marie-Alix Le Comte | FN             | 168          | 5,81         |             |             |
|                | Morgan Legay        | PG             | 151          | 5,22         |             |             |
|                |                     |                |              |              |             |             |
| Inscrits       | Inscrits            | Inscrits       | 5 345        | 100,00       | 5 345       | 100,00      |
| Abstentions    | Abstentions         | Abstentions    | 2 359        | 44,13        | 2 123       | 39,72       |
| Votants        | Votants             | Votants        | 2 986        | 55,87        | 3 222       | 60,28       |
| Blancs et nuls | Blancs et nuls      | Blancs et nuls | 93           | 3,11         | 104         | 3,23        |
| Exprimés       | Exprimés            | Exprimés       | 2 893        | 96,89        | 3 118       | 96,77       |

*sortant

### Canton de Landivy
| Candidats      | Candidats           | Étiquette      | Premier tour | Premier tour |
| Candidats      | Candidats           | Étiquette      | Voix         | %            |
| -------------- | ------------------- | -------------- | ------------ | ------------ |
|                | Jean-Pierre Dupuis* | DVD            | 1 465        | 57,97        |
|                | Stéphane Sicot      | DVG            | 1 062        | 42,03        |
|                |                     |                |              |              |
| Inscrits       | Inscrits            | Inscrits       | 5 147        | 100,00       |
| Abstentions    | Abstentions         | Abstentions    | 2 313        | 44,94        |
| Votants        | Votants             | Votants        | 2 834        | 55,06        |
| Blancs et nuls | Blancs et nuls      | Blancs et nuls | 307          | 10,83        |
| Exprimés       | Exprimés            | Exprimés       | 2 527        | 89,17        |

*sortant

### Canton de Laval-Nord-Est
| Candidats      | Candidats             | Étiquette      | Premier tour | Premier tour |
| Candidats      | Candidats             | Étiquette      | Voix         | %            |
| -------------- | --------------------- | -------------- | ------------ | ------------ |
|                | Olivier Richefou      | AC             | 2 792        | 55,35        |
|                | Florence Fabre-Dureau | PRG            | 1 954        | 38,74        |
|                | Aurélien Guillot      | PCF            | 298          | 5,91         |
|                |                       |                |              |              |
| Inscrits       | Inscrits              | Inscrits       | 11 167       | 100,00       |
| Abstentions    | Abstentions           | Abstentions    | 5 893        | 52,77        |
| Votants        | Votants               | Votants        | 5 274        | 47,23        |
| Blancs et nuls | Blancs et nuls        | Blancs et nuls | 230          | 4,36         |
| Exprimés       | Exprimés              | Exprimés       | 5 044        | 95,64        |

### Canton de Laval-Nord-Ouest
| Candidats      | Candidats               | Étiquette      | Premier tour | Premier tour | Second tour | Second tour |
| Candidats      | Candidats               | Étiquette      | Voix         | %            | Voix        | %           |
| -------------- | ----------------------- | -------------- | ------------ | ------------ | ----------- | ----------- |
|                | Claude Gourvil*         | EÉLV           | 1 454        | 48,02        | 1 713       | 54,21       |
|                | Samia Soultani-Vigneron | UMP            | 1 332        | 43,99        | 1 447       | 45,79       |
|                | Michel Maignan          | PG             | 242          | 7,99         |             |             |
|                |                         |                |              |              |             |             |
| Inscrits       | Inscrits                | Inscrits       | 8 111        | 100,00       | 8 111       | 100,00      |
| Abstentions    | Abstentions             | Abstentions    | 4 909        | 60,52        | 3 325       | 59,01       |
| Votants        | Votants                 | Votants        | 3 202        | 39,48        | 4 786       | 40,99       |
| Blancs et nuls | Blancs et nuls          | Blancs et nuls | 174          | 5,43         | 165         | 4,96        |
| Exprimés       | Exprimés                | Exprimés       | 3 028        | 94,57        | 3 160       | 95,04       |

*sortant

### Canton de Laval-Saint-Nicolas
| Candidats      | Candidats        | Étiquette      | Premier tour | Premier tour | Second tour | Second tour |
| Candidats      | Candidats        | Étiquette      | Voix         | %            | Voix        | %           |
| -------------- | ---------------- | -------------- | ------------ | ------------ | ----------- | ----------- |
|                | Yan Kiessling*   | PS             | 809          | 47,09        | 979         | 59,66       |
|                | Gwendoline Galou | AC             | 479          | 27,88        | 662         | 40,34       |
|                | Paul le Morvan   | FN             | 296          | 17,23        |             |             |
|                | Hervé Éon        | PG             | 134          | 7,80         |             |             |
|                |                  |                |              |              |             |             |
| Inscrits       | Inscrits         | Inscrits       | 4 500        | 100,00       | 4 500       | 100,00      |
| Abstentions    | Abstentions      | Abstentions    | 2 725        | 60,56        | 2 751       | 51,13       |
| Votants        | Votants          | Votants        | 1 775        | 39,44        | 1 749       | 38,87       |
| Blancs et nuls | Blancs et nuls   | Blancs et nuls | 57           | 3,21         | 108         | 6,17        |
| Exprimés       | Exprimés         | Exprimés       | 1 718        | 96,79        | 1 641       | 93,83       |

*sortant

### Canton de Laval-Sud-Ouest
| Candidats      | Candidats              | Étiquette      | Premier tour | Premier tour | Second tour | Second tour |
| Candidats      | Candidats              | Étiquette      | Voix         | %            | Voix        | %           |
| -------------- | ---------------------- | -------------- | ------------ | ------------ | ----------- | ----------- |
|                | Jean-Christophe Boyer* | PS             | 1 613        | 48,86        | 1 914       | 58,78       |
|                | Béatrice Mottier       | UMP            | 1 204        | 36,47        | 1 342       | 41,22       |
|                | Florian Derouet        | PCF            | 303          | 9,18         |             |             |
|                | Serge Faguet           | POI            | 181          | 5,48         |             |             |
|                |                        |                |              |              |             |             |
| Inscrits       | Inscrits               | Inscrits       | 8 630        | 100,00       | 8 630       | 100,00      |
| Abstentions    | Abstentions            | Abstentions    | 5 094        | 59,03        | 5 125       | 59,39       |
| Votants        | Votants                | Votants        | 3 536        | 40,97        | 3 505       | 40,61       |
| Blancs et nuls | Blancs et nuls         | Blancs et nuls | 235          | 6,65         | 249         | 7,10        |
| Exprimés       | Exprimés               | Exprimés       | 3 301        | 93,35        | 3 256       | 92,90       |

*sortant

### Canton de Loiron
| Candidats      | Candidats        | Étiquette      | Premier tour | Premier tour | Second tour | Second tour |
| Candidats      | Candidats        | Étiquette      | Voix         | %            | Voix        | %           |
| -------------- | ---------------- | -------------- | ------------ | ------------ | ----------- | ----------- |
|                | Nicole Bouillon* | DVD            | 2 385        | 48,24        | 2 139       | 55,97       |
|                | Andrée Gaudoin   | PS             | 1 526        | 30,87        | 2 719       | 44,03       |
|                | Odile Le Morvan  | FN             | 675          | 13,65        |             |             |
|                | Johan Garry      | PG             | 358          | 7,24         |             |             |
|                |                  |                |              |              |             |             |
| Inscrits       | Inscrits         | Inscrits       | 11 698       | 100,00       | 11 698      | 100,00      |
| Abstentions    | Abstentions      | Abstentions    | 6 539        | 55,90        | 6 553       | 56,02       |
| Votants        | Votants          | Votants        | 5 159        | 44,10        | 5 145       | 43,98       |
| Blancs et nuls | Blancs et nuls   | Blancs et nuls | 215          | 4,17         | 287         | 5,58        |
| Exprimés       | Exprimés         | Exprimés       | 4 944        | 95,83        | 4 858       | 94,42       |

*sortant

### Canton de Mayenne-Est
| Candidats      | Candidats                  | Étiquette      | Premier tour | Premier tour | Second tour | Second tour |
| Candidats      | Candidats                  | Étiquette      | Voix         | %            | Voix        | %           |
| -------------- | -------------------------- | -------------- | ------------ | ------------ | ----------- | ----------- |
|                | Jean-Pierre Bernard-Hervé* | PS             | 1 763        | 34,13        | 2 346       | 45,46       |
|                | Grégory Heurtebize         | DVD            | 1 240        | 24,00        | 2 815       | 54,54       |
|                | Christian Roger            | DVD            | 785          | 15,20        |             |             |
|                | Jean-Pierre Chouzy         | UMP            | 752          | 14,56        |             |             |
|                | Bruno de la Morinière      | FN             | 539          | 10,43        |             |             |
|                | Henri Boudin               | PCF            | 87           | 1,68         |             |             |
|                |                            |                |              |              |             |             |
| Inscrits       | Inscrits                   | Inscrits       | 11 720       | 100,00       | 11 720      | 100,00      |
| Abstentions    | Abstentions                | Abstentions    | 6 326        | 53,98        | 6 263       | 53,45       |
| Votants        | Votants                    | Votants        | 5 394        | 46,02        | 5 456       | 46,55       |
| Blancs et nuls | Blancs et nuls             | Blancs et nuls | 228          | 4,23         | 295         | 5,41        |
| Exprimés       | Exprimés                   | Exprimés       | 5 166        | 95,77        | 5 161       | 94,59       |

*sortant

### Canton de Mayenne-Ouest
| Candidats      | Candidats       | Étiquette      | Premier tour | Premier tour |
| Candidats      | Candidats       | Étiquette      | Voix         | %            |
| -------------- | --------------- | -------------- | ------------ | ------------ |
|                | Michel Angot*   | PS             | 3 219        | 87,50        |
|                | Jacques Poirier | PCF            | 460          | 12,50        |
|                |                 |                |              |              |
| Inscrits       | Inscrits        | Inscrits       | 10 357       | 100,00       |
| Abstentions    | Abstentions     | Abstentions    | 6 062        | 58,53        |
| Votants        | Votants         | Votants        | 4 295        | 41,47        |
| Blancs et nuls | Blancs et nuls  | Blancs et nuls | 616          | 14,34        |
| Exprimés       | Exprimés        | Exprimés       | 3 679        | 85,66        |

*sortant

### Canton de Saint-Aignan-sur-Roë
| Candidats      | Candidats          | Étiquette      | Premier tour | Premier tour | Second tour | Second tour |
| Candidats      | Candidats          | Étiquette      | Voix         | %            | Voix        | %           |
| -------------- | ------------------ | -------------- | ------------ | ------------ | ----------- | ----------- |
|                | Élisabeth Doineau* | AC             | 1 449        | 52,81        | 1 551       | 58,31       |
|                | François Quargnul  | DVG            | 872          | 31,78        | 1 109       | 41,69       |
|                | Damien Hameau      | FN             | 321          | 11,20        |             |             |
|                | Julie Cochin       | PCF            | 102          | 3,72         |             |             |
|                |                    |                |              |              |             |             |
| Inscrits       | Inscrits           | Inscrits       | 5 941        | 100,00       | 5 941       | 100,00      |
| Abstentions    | Abstentions        | Abstentions    | 3 077        | 51,79        | 3 150       | 53,02       |
| Votants        | Votants            | Votants        | 2 864        | 48,21        | 2 791       | 46,98       |
| Blancs et nuls | Blancs et nuls     | Blancs et nuls | 120          | 4,19         | 131         | 4,69        |
| Exprimés       | Exprimés           | Exprimés       | 2 744        | 95,81        | 2 660       | 95,31       |

*sortant

### Canton de Saint-Berthevin
| Candidats      | Candidats        | Étiquette      | Premier tour | Premier tour | Second tour | Second tour |
| Candidats      | Candidats        | Étiquette      | Voix         | %            | Voix        | %           |
| -------------- | ---------------- | -------------- | ------------ | ------------ | ----------- | ----------- |
|                | Yannick Borde    | DVD            | 2 723        | 51,07        | 2 934       | 55,11       |
|                | Jérôme Célerier  | PRG            | 1 950        | 36,57        | 2 390       | 44,89       |
|                | Jean-Noël Martin | MoDem          | 399          | 7,48         |             |             |
|                | Gaëlle Renaud    | PCF            | 260          | 4,88         |             |             |
|                |                  |                |              |              |             |             |
| Inscrits       | Inscrits         | Inscrits       | 12 504       | 100,00       | 12 504      | 100,00      |
| Abstentions    | Abstentions      | Abstentions    | 6 913        | 55,29        | 6 908       | 55,25       |
| Votants        | Votants          | Votants        | 5 591        | 44,71        | 5 596       | 44,75       |
| Blancs et nuls | Blancs et nuls   | Blancs et nuls | 259          | 4,63         | 272         | 4,86        |
| Exprimés       | Exprimés         | Exprimés       | 5 332        | 95,37        | 5 324       | 95,14       |